# Municipal Waste
Municipal Waste is een cross-overband uit Virginia, Verenigde Staten.
De band grijpt muzikaal terug op de jaren tachtig van de 20e eeuw. De sound verwijst naar het (vroege) werk van bands als onder andere D.R.I., Suicidal Tendencies, S.O.D., Corrosion Of Conformity en The Accüsed. Na al enkele jaren furore te maken in de Amerikaanse undergroundscene, brak de groep met het album ‘Hazardous Mutation’ definitief wereldwijd door onder het mainstream metalpubliek.

## Bandleden
- Tony Foresta – zang
- Ryan Waste – gitaar en zang
- Land Phil – bas en zang
- Dave Witte - drums

## Discografie
- Municipal Waste ep 2001
- Municipal Waste/Crucial Unit split-ep 2002
- Municipal Waste/Bad Acid split-ep 2003
- Waste 'em All album 2003
- Louder Than Hell 2005
- Hazardous Mutation album 2005 (Earache Records)
- The Art of Partying album 2007 (Earache Records)
- Massive Aggressive album 2009 (Earache Records)
- The Fatal Feast   album 2012 ( NuclearBlast )
- Slime And Punishment album 2017 ( NuclearBlast )